# Cultura di Fontbouisse

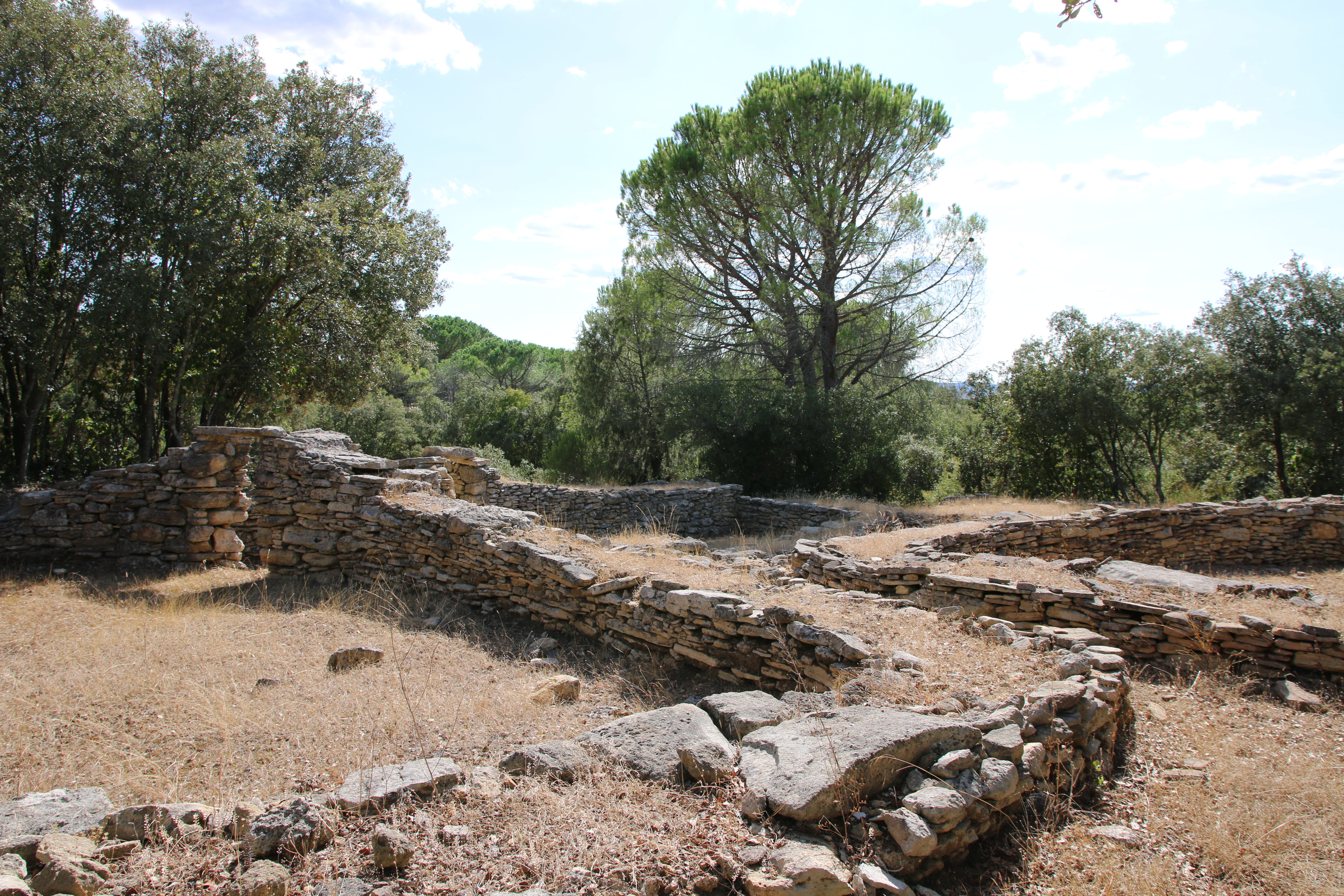
Villaggio preistorico di Fontbouisse

La cultura di Fontbouisse fu una cultura archeologica del tardo neolitico-primo calcolitico (2700-2300 a.C.), sviluppatasi nella Francia meridionale. Prende il nome dal sito di Fontbouisse, situato nel comune di Villevieille.

## Descrizione
Gli insediamenti erano composti generalmente da una decina di capanne edificate l'una vicina all'altra. Alcuni di questi insediamenti, come a Lébous e Boussargues, nell'Hérault in Linguadoca, mostrano tracce di fortificazione (mura difensive in pietra).

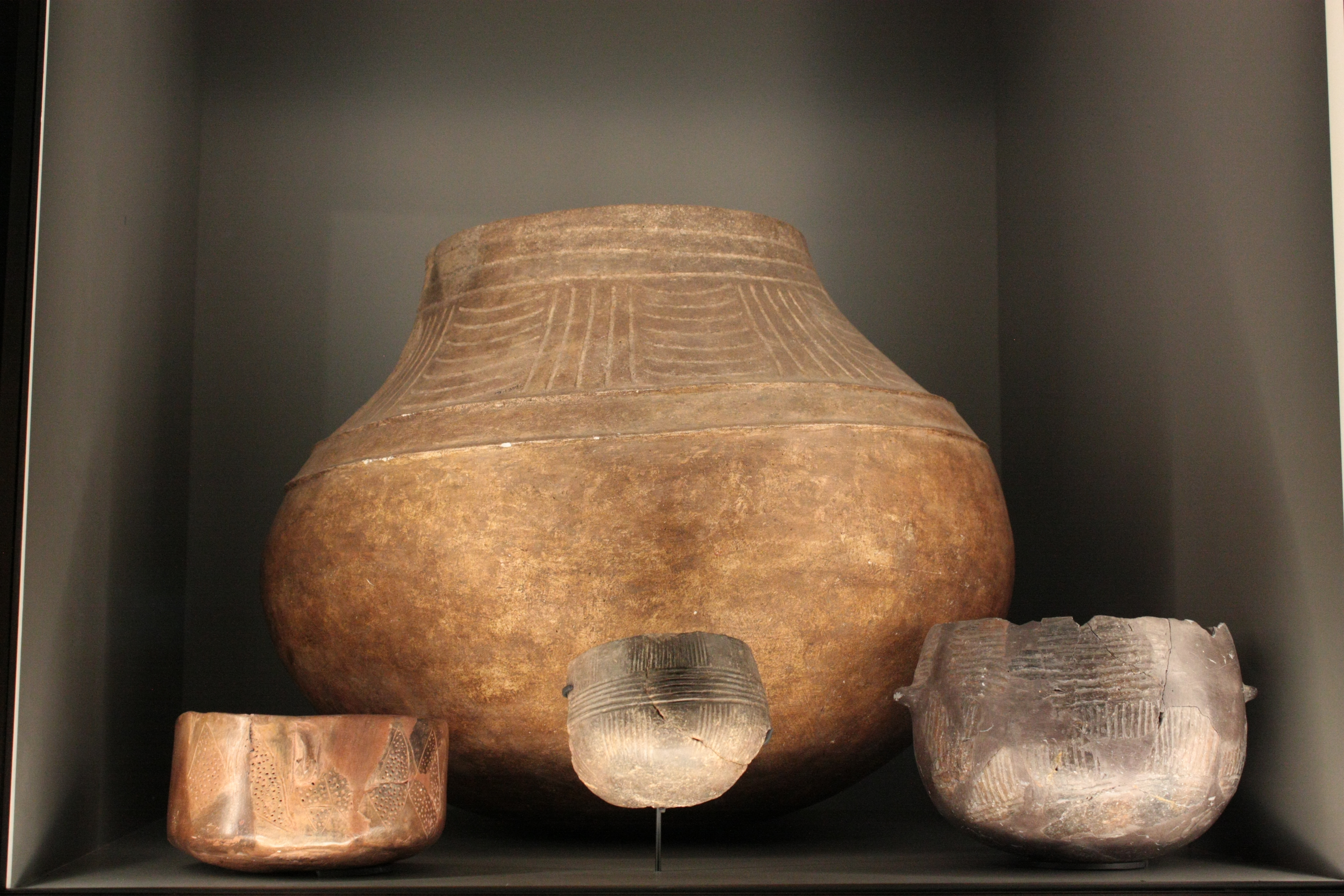
Ceramiche

Le ceramiche sono caratterizzate da scanalature combinate con motivi a metopa o a semicerchi concentrici. L'economia si basava essenzialmente su attività pastorali, abbastanza sviluppata anche la metallurgia del rame.

## Sepolture
La cultura di Fontbouisse utilizzava diversi tipi di sepoltura: cavità naturali (piccole grotte) o artificiali (ipogei) e numerose costruzioni megalitiche (dolmen). Le sepolture erano collettive. I defunti venivano sepolti secondo riti in cui il corredo sembra svolgere un ruolo molto importante. Le tombe hanno restituito una profusione di collane di varie forme e realizzate con numerosi materiali naturali (quarzo, calcare duro o tenero, steatite, scisto, lignite, denti e smalto di animali, conchiglie, ecc.).